# Kornél Mundruczó

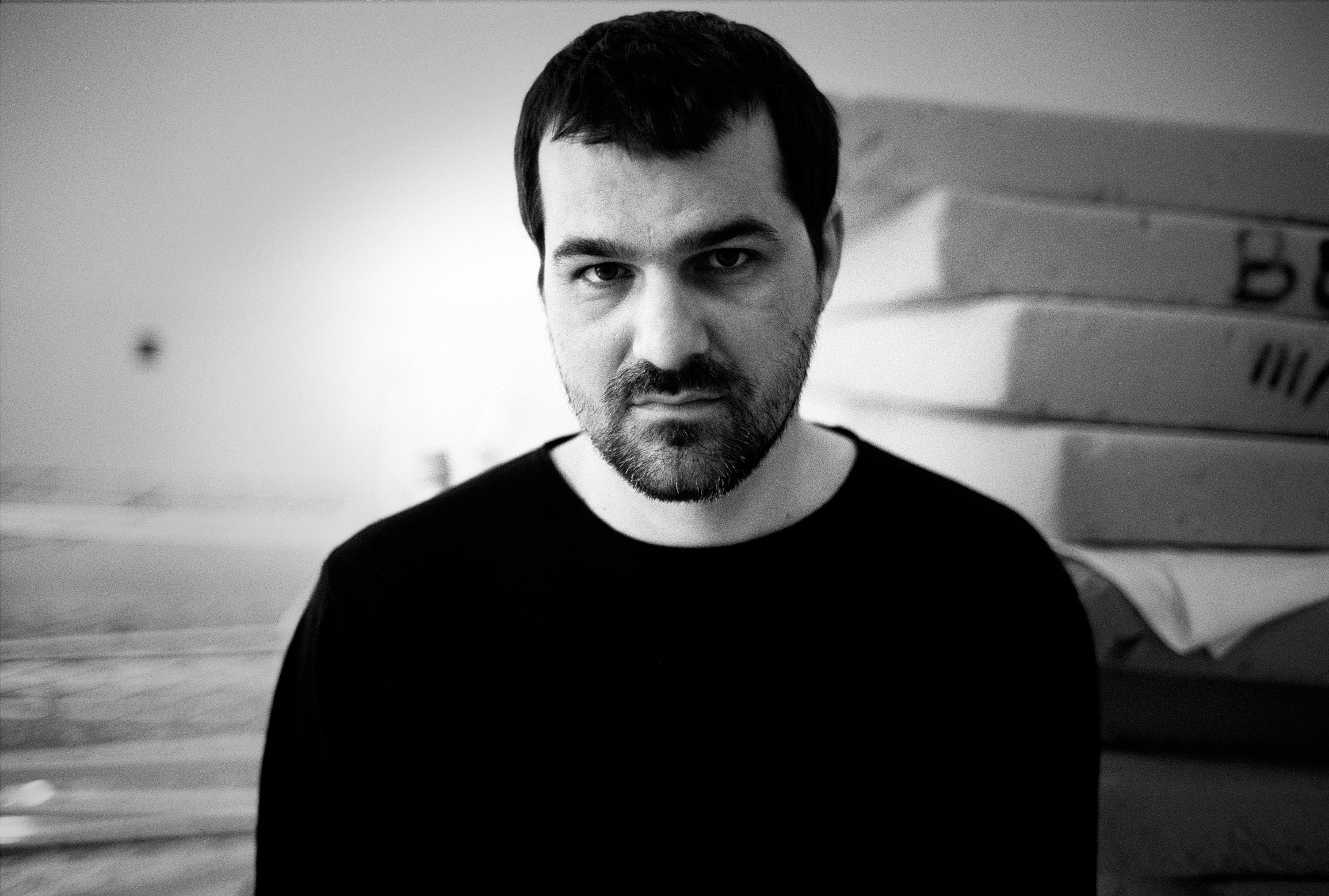
Kornél Mundruczó (2008)

Kornél Mundruczó (* 3. April 1975 in Gödöllő) ist ein ungarischer Film- und Theaterregisseur.

## Leben

### Studium
Kornél Mundruczó studierte von 1994 bis 1998 Schauspiel und von 1998 bis 2003 Regie für Film und TV an der ungarischen Universität für Theater und Filmkunst in Budapest. Hier lernte er die Filmproduzentin Viktória Petrányi kennen, die seitdem seine permanente Mitarbeiterin sowohl im künstlerischen als auch im praktischen Sinne ist. Mit ihr gründete er 2003 die Filmproduktionsfirma Proton Cinema GmbH.

### Film
Sein erster Kurzfilm Afta (Tag für Tag) wurde 2001 zu den Internationalen Kurzfilmtagen Oberhausen eingeladen. Sein zweiter Spielfilm Szép napok (Pleasant Days) erhielt 2002 den Silbernen Leoparden in Locarno.
Im Jahr 2003 bekam er ein Stipendium von Cinéfondation, einer Stiftung der Internationalen Filmfestspiele von Cannes zur Unterstützung junger, internationaler Filmemacher. Als Stipendant verfasste er das Drehbuch von Delta zusammen mit Yvette Bíró in Paris. Der Spielfilm gewann 2008 den FIPRESCI-Preis der internationalen Filmkritiker-Vereinigung bei den Filmfestspielen von Cannes.
Er ist seit 2004 Mitglied der Europäischen Filmakademie.
2005 nahm er am Berliner Nipkow-Programm teil – einem Stipendienprogramm für Film- und Fernsehschaffende, das dabei hilft, Kontakte und Erfahrungen zu erweitern, indem Projektmitarbeit in allen Bereichen der Filmproduktion ermöglicht wird.
Johanna, seine filmische Opernadaption der Geschichte von Jeanne d’Arc lief 2005 bei den Filmfestspielen in Cannes in der Reihe Un Certain Regard, wo 2014 auch Underdog gezeigt wurde. Der letztere erhielt den Hauptpreis der Sektion Un Certain Regard. Die Spielfilme Delta, Tender Son – Das Frankenstein Projekt und Jupiter-Mond waren 2008, 2010 und 2017 im Rennen um die Goldene Palme von Cannes.
Sein englischsprachiger Debüt, Pieces of a Woman, wurde 2020 in den Wettbewerb der Filmfestspiele von Venedig eingeladen.
Sein Film Evolution hatte 2021 in der neuen Sektion Cannes Premiere der Internationalen Filmfestspiele in Cannes Weltpremiere.

### Theater
Mundruczó arbeitet seit 2003 auch als Theater- und Opernregisseur, erst in Ungarn, später aber auch im Ausland. In der Spielzeit 2009/10 inszenierte er Das Judasevangelium oder Verrat ist deine Passion und in der darauffolgenden Spielzeit Die Zeit der Besessenen am Thalia-Theater in Hamburg. Am Schauspiel Hannover waren von ihm 2010 Eszter Solymosi von Tiszaeszlár, die Geschichte einer Anklage und 2011 Die Verlobung in Santo Domingo oder My sweet Haiti zu sehen. Seinen Film Szép napok adaptierte er 2012 im Theater Oberhausen als Schöne Tage, eine „proletarische Operette für das 21. Jahrhundert“ für die Bühne, die deutsche Übersetzung besorgten Orsolya Kalász und Monika Rinck. Er führte bei zwei Produktionen der Flämischen Oper (Vlaamse Opera) Regie, 2014 bei Herzog Blaubarts Burg/Winterreise, 2016 bei Die Sache Makropulos. Der letztere wurde in der Kategorie Neuinszenierung für den International Opera Awards 2017 nominiert.
Mit einigen ungarischen Schauspielern arbeitet Mundruczó schon seit Beginn kontinuierlich zusammen. In seinen Produktionen werden diese seine künstlerischen Partner, mit denen er die Vorstellungen zusammen entwickelt. Nach Jahren der freien Zusammenarbeit mit diesem Team, gründete Mundruczó 2009 seine eigene unabhängige Theaterkompanie Proton Theater mit Theaterproduzentin Dóra Büki in Budapest. Produktionen des Proton Theaters werden als internationale Koproduktionen entwickelt. Zu festen Koproduktionspartner zählen die Wiener Festwochen, HAU Hebbel am Ufer, Hellerau und Trafó Haus der Zeitgenössischen Künste in Budapest. Es ist nicht leicht, ein Gott zu sein wurde im Rahmen von Theater der Welt 2010 in Essen gezeigt und im November 2011 beim Festival Politik im Freien Theater in Dresden mit dem Hauptpreis ausgezeichnet. Für die Wiener Festwochen 2012 adaptierte Mundruczó den Roman Schande von dem Nobelpreisträger J. M. Coetzee, in ungarischer Sprache, Szégyen, für die Bühne. Das Theaterstück diente des späteren als Inspiration für Underdog. Schande, wie auch Scheinleben aus dem Jahre 2016, waren von Nachtkritik.de als die wichtigsten 50 Inszenierungen der jeweiligen Jahre nominiert. Für Scheinleben wurde Mundruczó 2017 in der Kategorie Regie Schauspiel für den Deutschen Theaterpreis Der Faust nominiert. Es war das erste Mal in der Geschichte des Preises, dass sich ein nicht deutsches Theater, in diesem Fall das ungarische Proton Theater, unter den Nominierten befand. Für Parallax von Proton Theater erhielt er 2024 in der Kategorie Beste Regie den Nestroy-Preis. Es war das erste Mal in der Geschichte des Preises, dass ein ungarischer Regisseur mit einer ungarischen Theaterproduktion gewonnen hat.
Die Vorstellungen des Proton Theaters wurden bis 2024 auf mehr als 130 Festivals gezeigt. Von Festival von Avignon, bis Adelaide Festival, Singapore Arts Festival, Bo:m Festival in Seoul und das Zürcher Theater Spektakel.

## Werke

### Film
- 2000: Das wünsche ich und nichts mehr[27] (ungarisch Nincsen nekem vágyam semmi)
- 2001: Tag für Tag (ungarisch Afta)[28] – Kurzfilm
- 2002: Schöne Tage[29]
- 2002: Kleines Apokryph[30] (ungarisch Kis apokrif no. 1)[31][32] – Kurzfilm
- 2003: A 78-as Szent Johannája – Kurzfilm, Oper
- 2004: Kis apokrif no. 2[33] – Kurzfilm
- 2004: Ein kurzer Moment der Stille[34][35] (ungarisch Rövid ideig tartó csend) – Kurzfilm[36]
- 2005: Johanna[Anmerkung 2]
- 2008: Delta
- 2010: Tender Son – Das Frankenstein Projekt (ungarisch Szelíd teremtés – A Frankenstein-terv)
- 2014: Underdog (ungarisch Fehér isten)
- 2017: Jupiter’s Moon
- 2020: Pieces of a Woman
- 2021: Evolution

### Theater
- 2004: Nibelungen-Wohnpark[37] von János Térey[38] – Krétakör, Budapest, Ungarn
- 2006: Caligula von Albert Camus – Radnóti Theater, Budapest, Ungarn
- 2006: Das Eis[39] von Wladimir Georgijewitsch Sorokin – Krétakör, Budapest, Ungarn
- 2007: Das Frankenstein-Projekt[40] von Kornél Mundruczó und Yvette Bíró – Bárka Theater, Budapest, Ungarn
- 2009: Das Judasevangelium[41] von Kornél Mundruczó und Yvette Bíró – Thalia Theater (Hamburg), Deutschland
- 2010: Es ist nicht leicht, ein Gott zu sein[42] von Kornél Mundruczó und Yvette Bíró – Proton Theater, Budapest, Ungarn
- 2010: Eszter Solymosi von Tiszaeszlár[43] von Gyula Krúdy – Schauspiel Hannover, Deutschland
- 2011: Die Zeit der Besessenen[44] von Fjodor Michailowitsch Dostojewski – Thalia Theater (Hamburg), Deutschland
- 2011: Die Verlobung in Santo Domingo oder My sweet Haiti[45] nach Heinrich von Kleist von Kornél Mundruczó und Viktória Petrányi – Schauspiel Hannover, Deutschland
- 2012: Schöne Tage (Filmadaptation)[46] von Kornél Mundruczó und Viktória Petrányi – Theater Oberhausen, Deutschland
- 2012: Schande[47] von J. M. Coetzee – Proton Theater, Budapest, Ungarn
- 2012: Die Fledermaus – Selbstmord-Trilogie, Teil 1.[48] von Kornél Mundruczó und Kata Wéber – TR Warszawa, Polen
- 2013: Dementia – Selbstmord-Trilogie, Teil 2.[49] von Kornél Mundruczó und Kata Wéber – Proton Theater, Budapest, Ungarn
- 2014: Hotel Lucky Hole – Selbstmord-Trilogie, Teil 3.[50] von Kornél Mundruczó und Kata Wéber – Schauspielhaus Zürich, Schweiz
- 2015: Winterreise[51] von Franz Schubert und Hans Zender – Proton Theater, Budapest, Ungarn
- 2016: Scheinleben[52] von Kata Wéber – Proton Theater, Budapest, Ungarn
- 2017: Die Weber von Gerhart Hauptmann – Thalia Theater (Hamburg), Deutschland[53]
- 2018: Das Floß der Medusa von Hans Werner Henze – Ruhrtriennale, Bochum, Deutschland, Proton Theater, Budapest, Ungarn[54][55]
- 2018: Cząstki kobiety von Kata Wéber – TR Warszawa, Polen[56]
- 2019: Liliom von Franz Molnár in der Bühnenbearbeitung von Alfred Polgar – Thalia Theater (Hamburg), Deutschland,[57] Salzburger Festspiele, Österreich[58]
- 2019: Evolution von György Ligeti und Kata Wéber – Ruhrtriennale, Bochum, Deutschland, Proton Theater, Budapest, Ungarn[59][60]
- 2020: Die sieben Todsünden/Motherland von Bertolt Brecht/Kata Wéber – Theater Freiburg, Deutschland, Proton Theater, Budapest, Ungarn[61][62]
- 2021: Krum von Hanoch Levin – Thalia Theater (Hamburg), Deutschland[63]
- 2022: Minime von Kata Wéber – Volksbühne (Berlin), Deutschland[64]
- 2024: Parallax von Kata Wéber und Ensemble – Proton Theater, Budapest, Ungarn[65]
- 2024: Method von Kata Wéber – Volksbühne (Berlin), Deutschland[66]

### Oper
- 2003: Die ehrbare Dirne von Kamilló Lendvay – Budapester Herbstfestival, Ungarn[67]
- 2009: Herzog Blaubarts Burg von Béla Bartók – Budapester Frühlingsfestival, Ungarn[68]
- 2014: Herzog Blaubarts Burg/Winterreise von Béla Bartók/Franz Schubert – Vlaamse Opera, Gent, Belgien[69][70]
- 2016: Die Sache Makropulos[71] von Leoš Janáček – Vlaamse Opera, Antwerpen, Belgien[72]
- 2021: Sleepless von Péter Eötvös – Staatsoper Berlin, Deutschland[73]
- 2022: Tannhäuser und der Sängerkrieg auf der Wartburg von Richard Wagner – Hamburgische Staatsoper, Hamburg, Deutschland
- 2022: Lohengrin – Bayerische Staatsoper, München, Deutschland[74]
- 2023: Voyage vers l'Espoir von Christian Jost (Uraufführung) – Grand Théâtre de Genève, Genf, Die Schweiz[75]
- 2024: Rusalka von Antonín Dvorák – Staatsoper Berlin, Deutschland[76]
- 2024: Tosca von Giacomo Puccini – Bayerische Staatsoper, München, Deutschland[77]

### Leseinszenierung
- 2002/2003: Egy szobalány Londonban (deutsch Ein Dienstmädchen in London) von Vera Filó – Öffentliches Forum für junge Dramatikerinnen und Dramatiker, Pécs[78]/Millenáris Teátrum, Budapest[79]
- 2003: Der Nibelungen-Wohnpark (II. Teil) von János Térey – Millenáris Teátrum, Welttheatertag[80][81]
- 2003: Der Nibelungen-Wohnpark (III. Teil) von János Térey – Pécs[81]
- 2011: Eis-Trilogie von Wladimir Sorokin – PEN American Center, New York

## Auszeichnungen
- 2003: Béla Balázs-Preis für Verdienste in der Filmkunst (Ungarn)
- 2008: Minderheitenpreis des Ungarischen Ministerpräsidenten[82]
- 2008: Mittelkreuz des Verdienstordens von Ungarn (Zivil Abteilung)[83]
- 2013: Sándor Hevesi-Preis
- 2017: „Máquina del Tiempo“ Lebenswerkpreis beim 50. Internationalen Festival Kataloniens des fantastischen Films für Jupiter-Mond[84]

### Film
- 2000: Bester Erstfilm bei der Ungarischen Filmwoche für Das wünsche ich und nichts mehr
- 2000: Preis der Studentenjury für besten Film bei der Ungarischen Filmwoche für Das wünsche ich und nichts mehr
- 2000: Preis für beste Regie von der Gilde der Regisseure für Das wünsche ich und nichts mehr
- 2000: Zweiter Preis beim Europäischen Filmfest Stuttgart-Ludwigsburg für Afta
- 2001: Auszeichnung der Ungarischen Filmkritiker für besten Film des Jahres für Das wünsche ich und nichts mehr
- 2001: Arte-Preis bei den Internationalen Kurzfilmtagen Oberhausen für Afta
- 2001: Lobende Erwähnung der Ökumenischen Jury bei den Internationalen Kurzfilmtagen Oberhausen für Afta[85]
- 2001: Lobende Erwähnung beim Internationalen Dokumentar- und Kurzfilmfestival St. Petersburg für Afta
- 2001: Bester Kurzfilm bei der Ungarischen Filmwoche für Afta
- 2001: Bester Kurzfilm beim Corto Imola Festival für Afta
- 2001: Bester Kurzfilm beim Filmfestival Cottbus – Festival des osteuropäischen Films für Afta
- 2001: Silberne Drache beim Internationalen Kurzfilmfestival in Krakau Afta
- 2001: Bester Kurzfilm beim Mediawave Festival für Afta
- 2001: Beste Regie beim Festival der Filmschulen Bologna für Afta
- 2001: Zweiter Preis beim Internationalen Festival der Filmhochschulen München für Afta
- 2002: Auszeichnung der Ungarischen Filmkritiker für besten Kurzfilm des Jahres für Afta
- 2002: Silberner Leopard beim Internationalen Filmfestival von Locarno für Schöne Tage
- 2002: Gene-Moskowitz-Preis der ausländischen Filmkritik bei der Ungarischen Filmwoche für Schöne Tage
- 2002: Spezialpreis der Jury bei der Ungarischen Filmwoche für Schöne Tage
- 2002: Golden Iris Preis beim Europäischen Filmfestival Brüssel für Schöne Tage
- 2003: Grand Prix der Internationalen Jury beim IFF Sofia für Schöne Tage[86]
- 2003: Preis der Ökumenischen Jury bei den Internationalen Kurzfilmtagen Oberhausen für Kleines Apokryph
- 2003: Spezialpreis der Jury beim Europäischen Filmfest Stuttgart-Ludwigsburg für Kleines Apokryph
- 2003: Preis des Ungarischen Filmlabors beim Internationalen Kurzfilmfestival Alter-Native in Neumarkt am Mieresch für Kleines Apokryph[87]
- 2004: Preis für den besten Experimentalfilm bei der Ungarischen Filmwoche für Kleines Apokryph
- 2005: L'Age D'Or beim Filmfestival Brüssel für Johanna
- 2005: Spezialpreis der Jury beim Sevilla Filmfestival de Cine für Johanna
- 2006: Spezialpreis der Jury beim Fantasporto für Johanna
- 2006: Spezialpreis der Jury beim Internationalen Filmfestival von Aubagne für Johanna
- 2008: FIPRESCI-Preis beim Internationalen Filmfestspiele von Cannes 2008 für Delta
- 2008: Don Quijote-Preis beim FilmFestival Cottbus für Delta
- 2008: Preis für den besten Film beim Los Angeles Ungarisches Film Festival für Delta
- 2008: Preis von CICAE, Internationaler Verband der Filmkunsttheater beim Sarajevo Film Festival für Delta
- 2008: Grand Prix für den besten Film bei der Ungarischen Filmwoche für Delta
- 2008: Gene Moskowitz-Preis der ausländischen Filmkritik bei der Ungarischen Filmwoche für Delta
- 2010: Spezialpreis der Jury beim Sarajevo Film Festival für Tender Son – Das Frankenstein Projekt
- 2010: Spezialpreis der Jury beim Sevilla Filmfestival de Cine für Tender Son – Das Frankenstein Projekt
- 2014: Hauptpreis der Sektion Un Certain Regard der Internationalen Filmfestspiele von Cannes 2014 für Underdog
- 2014: Octopus d'Or als bester internationaler Spielfilm beim Festival Européen du Film Fantastique de Strasbourg für Underdog
- 2014: Zuschauerpreis beim Antalya Golden Orange Film Festival für Underdog
- 2014: Eurimages-Preis für die beste Koproduktion für Underdog
- 2015: Preis für den besten Film beim 5. Festival des zentraleuropäischen Films MECEFF in Mediasch/Rumänien für Underdog
- 2017: Andreas-Preis (Ökumenischer Filmpreis) beim 45. Internationalen Norwegischen Filmfestival in Haugesund für Jupiter-Mond[88]
- 2017: Grand Prix Nouveau Genre Preis beim 23. L'Étrange Festival, Paris/Frankreich für Jupiter-Mond[89]
- 2017: Bester Film beim 50. Sitges Festival Internacional de Cinema Fantàstic de Catalunya für Jupiter-Mond[90]
- 2017: Beste Regie beim Austin Fantastic Fest für Jupiter-Mond[91]
- 2022: FIPRESCI-Preis beim Vilnius International Film Festival für Evolution[92]

### Theater
- 2008: Beste Vorstellung beim 8. Staatlichen Theatertreffen Pécs für Frankenstein-Projekt
- 2008: Preis der Zuschauerjury beim 8. Staatlichen Theatertreffen Pécs für Frankenstein-Projekt
- 2009: Bester junger Künstler: Kornél Mundruczó beim Internationalen Theaterfestival MESS für Das Eis
- 2009: Silberner Lorbeerkranz für die beste osteuropäische Vorstellung beim Internationalen Theaterfestival MESS für Das Eis
- 2009: Avaz Dragon-Preis beim Internationalen Theaterfestival MESS für Das Eis[93]
- 2010: Texture-Preis beim Texture Film- und Theaterfestival für Das Eis[94][95]
- 2010: Spezialpreis beim Theaterfestival BITEF für Frankenstein-Projekt
- 2011: Der Preis der Bundeszentrale für politische Bildung/bpb beim 8. Festival Politik im Freien Theater für Es ist nicht leicht ein Gott zu sein
- 2011: Preis des Internationalen Kunstkritikerverbandes (IATC) beim Internationalen Theaterfestival MESS für Es ist nicht leicht ein Gott zu sein
- 2011: MESS Forum Luka Pavlovic-Preis beim Internationalen Theaterfestival MESS für Es ist nicht leicht ein Gott zu sein[96]
- 2011: Spezialpreis der MESS Jury beim Internationalen Theaterfestival MESS für Es ist nicht leicht ein Gott zu sein
- 2012: Beste Regie beim 13. Staatlichen Theatertreffen Pécs für Schande
- 2012: Preis der Gesellschaft Telewizja Polska für Die Fledermaus
- 2013: Beste Vorstellung beim Internationalen Theaterfestival Boska Comedia für Die Fledermaus
- 2013: Preis der Kritiker beim Baltic House Festival in St. Petersburg für Dementia
- 2017: Publikumspreis beim Baltic House Festival in St. Petersburg für Scheinleben[97]
- 2017: Nominierung für den Europäischen Theaterpreis für Neue Realitäten des Europäischen Theaterpreises[98]
- 2019: Konrad-Swinarski-Preis als bester Regisseur der Saison 2018/2019 für Cząstki kobiety[99]
- 2019: Beste Vorstellung beim Internationalen Theaterfestival Boska Comedia für Cząstki kobiety[100]
- 2024: Verleihung des Nestroy-Theaterpreises 2024: Nestroy-Theaterpreis/Beste Regie für Parallax (Proton Theatre, Wiener Festwochen)[101]